# Polydesmus edentulus
Polydesmus edentulus är en mångfotingart som beskrevs av Carl Ludwig Koch 1847. Polydesmus edentulus ingår i släktet Polydesmus och familjen plattdubbelfotingar.

## Underarter
Arten delas in i följande underarter:
- P. e. angustiarum
- P. e. bidentatus
- P. e. brembanus
- P. e. cavallus
- P. e. collinus
- P. e. edentulus
- P. e. multidentatus
- P. e. plitvicensis
- P. e. ploeckenius
- P. e. spelaeus